# John Fritz Moreau
John Fritz Moreau, né le 11 septembre 1980 à Léogâne, en Haïti, est le PDG de Juno7.

## Biographie
Né à Léogâne le 11 septembre 1980, John Fritz Moreau, informaticien de formation, est du nombre des pionniers des activistes de la démocratisation des Nouvelles Technologies de l'Information et de la Communication en Haïti.

### Formation
Il a fait ses études classiques à Spring Hill Collège et au Centre de Formation Classique (CFC). Il a réussi une formation en programmation PC à Khan Academy. En 2019, avec Luckner Garraud, il est nommé pour participer au programme IVLP (International Visitor Leadership Program) du département d'Etat Américain. Dans le cadre de ce programme d'échange international tenu aux États-Unis, il a bénéficié d'une formation sur le journalisme d’investigation. Ce programme « réunit chaque année plus de 100 journalistes internationaux émergents du monde entier pour examiner les pratiques journalistiques aux États-Unis »,,.

### Média
John Fritz Moreau commence à s'investir dans le partage d’informations après le séisme en 2010. Raconte-t-il, « Avec le blackout qui faisait rage à Port-au-Prince et le fonctionnement timide des médias, je voulais me rendre utile et mettre ma petite connaissance technologique à ce moment-là au service de tout un chacun. Alors j’ai commencé à informer la population en commençant par mes voisins et amis à l’aide de messages que j’envoyais sur leurs téléphones portables. Au fil du temps, je suis devenu crédible avec ma persévérance et ma détermination. » D'où la création de Juno7, une agence de presse en ligne qui, aujourd'hui, de tous les médias haïtiens, a la plus grande audience sur twitter,.
John Fritz Moreau est aussi un producteur d'œuvres cinématographiques. Parmi ses productions, on peut retenir "Melani", un feuilleton de 40 épisodes qui aborde la problématique des familles monoparentales en Haïti,,.
Par ailleurs, John Fritz Moreau s'était porté candidat aux élections législatives de 2015 en vue de devenir le Député représentant la circonscription de Tabarre à la 50e législature de la République d'Haïti.